# Balázs Lontay
Balázs Károly Lontay (ur. 18 marca 1984 w Budapeszcie) – węgierski szablista, dwukrotny medalista mistrzostw świata.
W 2003 roku zdobył brązowy medal indywidualnie na mistrzostwach świata juniorów w Trapani. Na rozgrywanych rok później mistrzostwach świata juniorów w Płowdiwie zdobył złote medale drużynowo i indywidualnie. 
Podczas mistrzostw świata w Petersburgu w 2007 roku Węgrzy w składzie: Tamás Decsi, Balázs Lontay, Zsolt Nemcsik i Áron Szilágyi zdobyli złoty medal w turnieju drużynowym. Na rozgrywanych dwa lata później mistrzostwach świata w Antalyi w 2009 roku zdobył w tej konkurencji brązowy medal.
Wystartował na igrzyskach olimpijskich w Pekinie w 2008 roku, gdzie w turnieju drużynowym był siódmy. Był to jego jedyny start olimpijski.
Ponadto zdobył srebrny medal drużynowo na mistrzostwach Europy w Izmirze w 2006 roku.